# Copa Volpi per la millor interpretació masculina
La Copa Volpi per la millor interpretació masculina (en italià: Coppa Volpi) és el principal guardó de la Mostra de Venècia que recompensa la millor interpretació masculina de totes les pel·lícules en competició presentades al festival. El nom del premi fa honor al comte Giuseppe Volpi, fundador del certàmen.
Malgrat que el guardó sempre ha conservat la mateixa finalitat, la denominació exacta del guardó ha anat canviant al llarg de la història del festival, i també el nombre d'actors recompensats per edició. A més, en certes edicions del passat, el festival havia entregat un guardó addicional per tal de recompensar separadament el millor actor principal i el millor actor secundari. Actualment, el festival té suprimides aquestes dues modalitats i només s'entrega un guardó general a la millor interpretació, el qual pot ser alhora compartit entre més d'un actor.

## Palmarès
- *  Font: Pàgina oficial.

### Dècada del 1930
El 1932, malgrat que el festival encara no tenia caràcter competitiu, es va entregar un premi als actors, masculí i femení, preferits pel públic.
| Any  | Actor         | Pel·lícula                                            | Director         |
| ---- | ------------- | ----------------------------------------------------- | ---------------- |
| 1932 | Fredric March | El Dr. Jekyll i el Sr. Hyde (Dr. Jekyll and Mr. Hyde) | Rouben Mamoulian |

El 1933 el festival no es va celebrar.
El festival va esdevenir oficialment competitiu per primer cop el 1934. Els guardons reservats a recompensar la millor interpretació es denominaven Grande medaglia d'oro dell'Associazione Nazionale Fascista dello Spettacolo per il migliore attore (Gran medalla d'or de l'Associació Nacional Feixista de l'Espectacle pel millor actor) i Grande medaglia d'oro dell'Associazione Nazionale Fascista dello Spettacolo per la migliore attrice (Gran medalla d'or de l'Associació Nacional Feixista de l'Espectacle per a la millor actriu), respectivament.
De 1935 a 1942 el guardó es va a passar a denominar oficialment Guanyadors de la Copa Volpi.
| Any  | Actor             | Pel·lícula                 | Director                        |
| ---- | ----------------- | -------------------------- | ------------------------------- |
| 1934 | Wallace Beery     | Viva Villa!                | Jack Conway                     |
| 1935 | Pierre Blanchar   | Crime et Châtiment         | Pierre Chenal                   |
| 1936 | Paul Muni         | The Story of Louis Pasteur | William Dieterle                |
| 1937 | Emil Jannings     | Der Herrscher              | Veit Harlan                     |
| 1938 | Leslie Howard     | Pygmalion                  | Anthony Asquith i Leslie Howard |
| 1939 | Premi no entregat | Premi no entregat          | Premi no entregat               |

### Dècada del 1940
Després d'una pausa de 4 anys provocada per la Segona Guerra Mundial, el festival va esdevenir competitiu de nou el 1947. Els guardons a la millor interpretació es van passar a denominar Premio Internazionale per il migliore attore (Premi Internacional pel millor actor) i Premio Internazionale per la migliore attrice (Premi Internacional per a la millor actriu).
| Any     | Actor             | Pel·lícula                            | Director            |
| ------- | ----------------- | ------------------------------------- | ------------------- |
| 1940    | Premi no entregat | Premi no entregat                     | Premi no entregat   |
| 1941    | Ermete Zacconi    | Don Buonaparte                        | Flavio Calzavara    |
| 1942    | Fosco Giachetti   | Bengasi                               | Augusto Genina      |
| 1943-46 | Premi no entregat | Premi no entregat                     | Premi no entregat   |
| 1947    | Pierre Fresnay    | Monsieur Vincent                      | Maurice Cloche      |
| 1948    | Ernst Deutsch     | Der Prozeß                            | Georg Wilhelm Pabst |
| 1949    | Joseph Cotten     | Retrat de Jennie (Portrait of Jennie) | William Dieterle    |

### Dècada del 1950
| Any  | Actor             | Pel·lícula                                     | Director           |
| ---- | ----------------- | ---------------------------------------------- | ------------------ |
| 1950 | Sam Jaffe         | La jungla d'asfalt (The Asphalt Jungle)        | John Huston        |
| 1951 | Jean Gabin        | La nuit est mon royaume                        | Georges Lacombe    |
| 1952 | Fredric March     | Death of a Salesman                            | László Benedek     |
| 1953 | Henri Vilbert     | Le Bon Dieu sans confession                    | Claude Autant-Lara |
| 1954 | Jean Gabin        | L'Air de Paris                                 | Marcel Carné       |
| 1954 | Jean Gabin        | Touchez pas au grisbi                          | Jacques Becker     |
| 1955 | Kenneth More      | The Deep Blue Sea                              | Anatole Litvak     |
| 1955 | Curd Jürgens      | Les Héros Sont Fatigués                        | Yves Ciampi        |
| 1956 | Bourvil           | La Traversée de Paris                          | Claude Autant-Lara |
| 1957 | Anthony Franciosa | A Hatful of Rain                               | Fred Zinnemann     |
| 1958 | Alec Guinness     | The Horse's Mouth                              | Ronald Neame       |
| 1959 | James Stewart     | Anatomia d'un assassinat (Anatomy of a Murder) | Otto Preminger     |

### Dècada del 1960
| Any  | Actor             | Pel·lícula                              | Director                     |
| ---- | ----------------- | --------------------------------------- | ---------------------------- |
| 1960 | John Mills        | Tunes of Glory                          | Ronald Neame                 |
| 1961 | Toshirō Mifune    | Mercenari (Yojimbo)                     | Akira Kurosawa               |
| 1962 | Burt Lancaster    | L'home d'Alcatraz (Birdman of Alcatraz) | John Frankenheimer           |
| 1963 | Albert Finney     | Tom Jones                               | Tony Richardson              |
| 1964 | Tom Courtenay     | King and Country                        | Joseph Losey                 |
| 1965 | Toshirō Mifune    | Barba-roja (Akahige)                    | Akira Kurosawa               |
| 1966 | Jacques Perrin    | Un uomo a metà                          | Vittorio De Seta             |
| 1966 | Jacques Perrin    | La busca                                | Angelino Fons                |
| 1967 | Ljubisa Samardzic | Jutro                                   | Mladomir 'Purisa' Djordjevic |
| 1968 | John Marley       | Faces                                   | John Cassavetes              |
| 1969 | Premi no entregat | Premi no entregat                       | Premi no entregat            |

### Dècada del 1970
Durant la dècada del 1970 el festival de cinema es va continuar celebrant però va perdre el seu format competitiu que l'havia caracteritzat fins aleshores i el jurat va deixar d'adjudicar premis. Per aquest motiu, també els guardons a la millor interpretació van deixar d'entregar-se.
| Any     | Actor             | Pel·lícula        | Director          |
| ------- | ----------------- | ----------------- | ----------------- |
| 1970-79 | Premi no entregat | Premi no entregat | Premi no entregat |

### Dècada del 1980
Durant la dècada del 1980 el festival va esdevenir de nou competitiu però els guardons a la millor interpretació atorgats pel jurat del festival no es van reinstaurar fins al 1983. Els premis van abandonar la denominació tradicional de Coppa Volpi per passar simplement a anomenar-se Premio per il migliore attore (Premi pel millor actor) i Premio per la migliore attrice (Premi per la millor actriu). El guardó entregat als actors guanyadors va deixar de tenir la forma de copa insignia del premi i va prendre una forma d'una placa rectangular.
A partir de 1988, per primera vegada després de 20 anys, els premis del festival es van restituir. Els dos guardons a la millor interpretación masculina i femenina, respectivament, van recuperar el seu nom de Coppa Volpi i es van passar a denominar Coppa Volpi per la migliore interpretazione maschile (Copa Volpi a la millor interpretació masculina) i Coppa Volpi per la migliore interpretazione femminile (Copa Volpi a la millor interpretació femenina), respectivament.
| Any     | Actor                 | Pel·lícula        | Director          |
| ------- | --------------------- | ----------------- | ----------------- |
| 1980-82 | Premi no entregat     | Premi no entregat | Premi no entregat |
| 1983    | Guy Boyd              | Streamers         | Robert Altman     |
| 1983    | George Dzundza        | Streamers         | Robert Altman     |
| 1983    | David Alan Grier      | Streamers         | Robert Altman     |
| 1983    | Mitchell Lichtenstein | Streamers         | Robert Altman     |
| 1983    | Matthew Modine        | Streamers         | Robert Altman     |
| 1983    | Michael Wright        | Streamers         | Robert Altman     |
| 1984    | Naseeruddin Shah      | Paar              | Goutam Ghose      |
| 1985    | Gérard Depardieu      | Police            | Maurice Pialat    |
| 1986    | Carlo Delle Piane     | Regalo di Natale  | Pupi Avati        |
| 1987    | James Wilby           | Maurice           | James Ivory       |
| 1987    | Hugh Grant            | Maurice           | James Ivory       |
| 1988    | Don Ameche            | Things Change     | David Mamet       |
| 1988    | Joe Mantegna          | Things Change     | David Mamet       |
| 1989    | Marcello Mastroianni  | Che ora è?        | Ettore Scola      |
| 1989    | Massimo Troisi        | Che ora è?        | Ettore Scola      |

### Dècada del 1990
| Any  | Actor                | Pel·lícula                                  | Director          |
| ---- | -------------------- | ------------------------------------------- | ----------------- |
| 1990 | Oleg Borisov         | Edinstveniat svidetel                       | Mixail Pandourski |
| 1991 | River Phoenix        | My Own Private Idaho                        | Gus Van Sant      |
| 1992 | Jack Lemmon          | Èxit a qualsevol preu (Glengarry Glen Ross) | James Foley       |
| 1993 | Fabrizio Bentivoglio | Un'anima divisa in due                      | Silvio Soldini    |
| 1994 | Yu Xia               | Yangguang Canlan de Rizi                    | Jiang Wen         |
| 1995 | Götz George          | Der Totmacher                               | Romuald Karmakar  |
| 1996 | Liam Neeson          | Michael Collins                             | Neil Jordan       |
| 1997 | Wesley Snipes        | One Night Stand                             | Mike Figgis       |
| 1998 | Sean Penn            | Hurlyburly                                  | Anthony Drazan    |
| 1999 | Jim Broadbent        | Topsy-Turvy                                 | Mike Leigh        |

### Dècada del 2000
| Any  | Actor            | Pel·lícula | Director                    |
| ---- | ---------------- | --- | --------------------------- |
| 2000 | Javier Bardem    | Before Night Falls | Julian Schnabel             |
| 2001 | Luigi Lo Cascio  | Luce dei miei occhi                                                                                                   | Giuseppe Piccioni           |
| 2002 | Stefano Accorsi  | Un viaggio chiamato amore                                                                                             | Michele Placido             |
| 2003 | Sean Penn        | 21 Grams | Alejandro González Iñárritu |
| 2004 | Javier Bardem    | Mar adentro | Alejandro Amenábar          |
| 2005 | David Strathairn | Bona nit i bona sort (Good Night, and Good Luck)                                                                      | George Clooney              |
| 2006 | Ben Affleck      | Hollywoodland | Allen Coulter               |
| 2007 | Brad Pitt        | L'assassinat de Jesse James comès pel covard Robert Ford (The Assassination of Jesse James by the Coward Robert Ford) | Andrew Dominik              |
| 2008 | Silvio Orlando   | Il Papà di Giovanna                                                                                                   | Pupi Avati                  |
| 2009 | Colin Firth      | A Single Man | Tom Ford                    |

### Dècada del 2010
| Any  | Actor                  | Pel·lícula           | Director                     |
| ---- | ---------------------- | -------------------- | ---------------------------- |
| 2010 | Vincent Gallo          | Essential Killing    | Jerzy Skolimowski            |
| 2011 | Michael Fassbender     | Shame                | Steve McQueen                |
| 2012 | Joaquin Phoenix        | The Master           | Paul Thomas Anderson         |
| 2012 | Philip Seymour Hoffman | The Master           | Paul Thomas Anderson         |
| 2013 | Themis Panou           | Miss Violence        | Alexandros Avranas           |
| 2014 | Adam Driver            | Hungry Hearts        | Saverio Costanzo             |
| 2015 | Fabrice Luchini        | El jutge (L'hermine) | Christian Vincent            |
| 2016 | Oscar Martínez         | El ciudadano ilustre | Gastón Duprat i Mariano Cohn |
| 2017 | Kamel El Basha         | L'insult (L'insulte) | Ziad Doueiri                 |
| 2018 | Willem Dafoe           | At Eternity's Gate   | Julian Schnabel              |
| 2019 | Luca Marinelli         | Martin Eden          | Pietro Marcello              |

### Dècada del 2020
| Any  | Actor                | Pel·lícula                | Director                 |
| ---- | -------------------- | ------------------------- | ------------------------ |
| 2020 | Pierfrancesco Favino | Padrenostro               | Claudio Noce             |
| 2021 | John Arcilla         | On the Job: The Missing 8 | Erik Matti               |
| 2022 | Colin Farrell        | The Banshees of Inisherin | Martin McDonagh          |
| 2023 | Peter Sarsgaard      | Memory                    | Michel Franco            |
| 2024 | Vincent Lindon       | Jouer avec le feu         | Delphine i Muriel Coulin |